# Portrait de Nicolaes Ruts
Le Portrait de Nicolaes Ruts est une peinture à l'huile sur bois de 116,8 × 87,3 cm réalisée en 1631 par le peintre néerlandais Rembrandt. Le tableau fait partie de la Frick Collection à New York.

## Description
L'œuvre est signée et datée « RHL. 1631 ».
Un bourgeois âgé est représenté dans de riches vêtements, qui attestent de son statut social : le manteau d'étoffe précieuse doublé de fourrure, qui recouvre une veste de cuir, ornée d'une collerette blanche à la mode de l'époque. Le chapeau de fourrure est de style russe : l'homme entretenait en effet des relations commerciales avec la Russie. Son activité de marchand est également indiquée par la lettre vraisemblablement commerciale qu'il tient dans sa main gauche.
Le fond est, comme d'habitude dans les portraits de Rembrandt, indéfini.
Il s'agit du premier portrait de commande du peintre.